# Eric Fantazzini
Eric Fantazzini (Pavia, 27 aprile 1996) è un bobbista italiano.

## Biografia
Ha debuttato in Coppa del Mondo nel 2020 a Innsbruck.
Ha rappresentato l'Italia ai Giochi olimpici invernali di Pechino 2022.

## Curiosità
Si è classificato al terzo posto nel lancio del martello ai campionati italiani juniores di atletica leggera (2014).